# 金谷多一郎・矢野燿大の考えるゴルフ
『金谷多一郎・矢野燿大の考えるゴルフ』（かなたにたいちろう・やのあきひろのかんがえるゴルフ）は、かつてスカイAで放送されていたゴルフレッスン番組。

## 概要
2010年より毎年10月－12月に新作を製作している。単にゴルフの上達法を伝授するのではなく、様々な舞台設定において、どのように戦略を立てるか、「ゴルフの真実」とは何かを、実際のコースでのラウンドレッスンを通して考えていく。

## シリーズと収録コース
- 2010年（第1シリーズ）　ABCゴルフ倶楽部（兵庫県）
- 2011年（第2シリーズ）　パサージュ琴海アイランドゴルフクラブ（長崎県）
- 2012年（第3シリーズ）　千葉カントリークラブ川間コース（千葉県）

第3期はサブタイトルに「最強の挑戦者、あらわる」がついている
- 2013年（第4シリーズ）　太平洋クラブ御殿場コース（静岡県）

第4期は4月 - 6月に放送され、サブタイトルに「最強の舞台でゴルフを考える」がついている
- 2014年は新作休止
- 2015年（第5シリーズ）　宮古島（沖縄県）

## 出演
- 講師　金谷多一郎（プロゴルファー）
- レッスン生兼進行役　矢野燿大（朝日放送プロ野球解説者）、岩本計介（朝日放送アナウンサー　第1-4シリーズ）、高野純一（同左　第5シリーズ）
- スペシャルゲスト
  - （第3シリーズ）　古田敦也（野球評論家）
  - （第4シリーズ）　片岡篤史（関西テレビ放送・北海道文化放送野球解説者）
  - （第5シリーズ）　宮本慎也（NHK野球解説者）

## ラジオ番組
- 2014年1月3日17:25-19:00（ABCラジオ）[1]　「金谷多一郎・矢野燿大のラジオde考えるゴルフ」